# Gyldne Lænker
Gyldne Lænker er en dansk stumfilm fra 1914, der er instrueret af Alfred Cohn.

## Handling
Denne artikel mangler et handlingsreferat. Hjælp os med at skrive det.

## Medvirkende
- Philip Bech - Cartwright, millionær
- Gerda Christophersen - Mercedes, Cartwrights niece
- Anton de Verdier - Felix Garman, kunstmaler
- Gyda Aller - Ninon, Felix' forlovede
- Ellen Holm - Stand-in for Gerda Christophersen
- Peder Hilligsøe - Hotelgæst
- Nikoline Wantzin